# Karyolung
Der Karyolung (Kareluṅ Ḍā̃ḍā) ist ein 6511 m hoher vergletscherter Berg im Himalaya im Südosten der Gebirgsgruppe Rolwaling Himal.
Ein Bergkamm verbindet den Karyolung mit dem nördlich gelegenen Khatang und nordwestlich gelegenen Numbur. An der Westflanke strömt der Dudhkundgletscher in südlicher Richtung.
Der Karyolung wurde Ende Oktober / Anfang November 1982 von einer Expedition bestehend aus Mitgliedern der nepalesischen Polizei sowie mehreren Japanern und Japanerinnen erstbestiegen. Die Aufstiegsroute führte über die Nordostwand. Am 31. Oktober erreichten zuerst die Japaner Inoue, Hiroshi Nishi, Masatoshi Isawa sowie die beiden Nepalesen Thapa und Baburam Tan den Gipfel. Am selben Tag erreichte eine zweite Seilschaft bestehend aus Gorey Tamang und Gita Bahadur Joshi sowie dem Sherpa Pemba Tsering den Gipfel. Am darauffolgenden Tag, dem 1. November, folgte eine Gruppe mit zwei Japanerinnen (Sohei Fuji, Yasuhiko Nakao, Kozuko Mainasaki, Makao Nishimara und Makio Nakahara) sowie einem Nepalesen auf den Gipfel.
Der Berg wurde im Anschluss für ausländische Expeditionen freigegeben.